# سنان قربان‌اف
سنان قربان‌اف (ترکی آذربایجانی: Sənan Qurbanov؛ زادهٔ ۴ اوت ۱۹۸۰) بازیکن فوتبال اهل جمهوری آذربایجان است.
از باشگاه‌هایی که در آن بازی کرده‌است می‌توان به باشگاه فوتبال شاه‌داغ قوسار، باشگاه فوتبال مویک باکو، باشگاه فوتبال میل-مغان، و باشگاه فوتبال باکو اشاره کرد.
وی همچنین در تیم ملی فوتبال جمهوری آذربایجان بازی کرده‌است.